# Hédi Nouira
Hédi Nouira (arabe : الهادي نويرة), de son nom complet Mohamed El Hedi Ben Amira Ben Mohamed Nouira, né le 5 avril 1911 à Monastir et mort le 25 janvier 1993 à La Marsa, est un homme d'État tunisien.

## Biographie

### Jeunesse militante
Issu d'une famille aisée, il suit ses études dans sa ville natale mais n'arrive pas à s'inscrire au collège Sadiki de Tunis. Il suit des études secondaires à Sousse où il est d'abord attiré par le football, entre à l'Étoile sportive du Sahel et fait un court passage en France en passant son baccalauréat à Paris en 1931.
En 1934, il assiste à la création de la première cellule du Néo-Destour en présence de Habib Bourguiba (alors membre du comité exécutif). Il en devient un militant actif tout en suivant une ligne libérale.
Il se réinstalle ensuite en France, où il suit des études de droit. Il poursuit dans le même temps son parcours militant en adhérant à l'Association des étudiants musulmans nord-africains (AEMNA) puis en créant le Comité de défense des libertés en Tunisie dont il devient le secrétaire général.

### Résistance
En rentrant en Tunisie en 1938, il continue son engagement politique et se fait emprisonner à la prison civile de Tunis, à celle de Téboursouk, au Fort Saint-Nicolas de Marseille, avec Bourguiba et d'autres militants du Néo-Destour, et à la prison Montluc à Lyon. Avant de rentrer en Tunisie en février 1943, il est placé en résidence surveillée à Rome.
La période passée à Saint-Nicolas le rapproche davantage de Bourguiba. Nouira passe quatre ans à contribuer à la restructuration et à la préparation du parti pour la libération du pays et retombe dans la clandestinité avant de devenir un militant modéré et diplomate à partir de 1948. C'est à partir de 1949 que Nouira consolide son statut à l'étranger en devenant l'interlocuteur privilégié de la plupart des membres du Parti socialiste français et du Mouvement républicain populaire. Il exploite ainsi ses relations pour sensibiliser davantage ces partis à la cause tunisienne et pour présenter les points de vue du Néo-Destour. Mais en refusant de prendre part au gouvernement de Slaheddine Baccouche, en avril 1952, il est exilé dans le sud tunisien puis assigné à résidence en 1953. Cette affaire marque son parcours. Il rédigera nombre d'articles pendant les quatre années suivantes, principalement dans Mission, un hebdomadaire qu'il crée et dont il devient l'éditorialiste attitré.

### Homme d'État
Libéré, il devient, en août 1954, ministre du Commerce dans le gouvernement de Tahar Ben Ammar avant de se voir confier le nouveau ministère des Finances dans le cabinet Bourguiba. Bourguiba lui confie la mission de créer et structurer la Banque centrale de Tunisie qu'il dirige de sa fondation en 1958 à 1970. Il fait partie du comité exécutif du Néo-Destour durant cette période.

#### Premier ministre

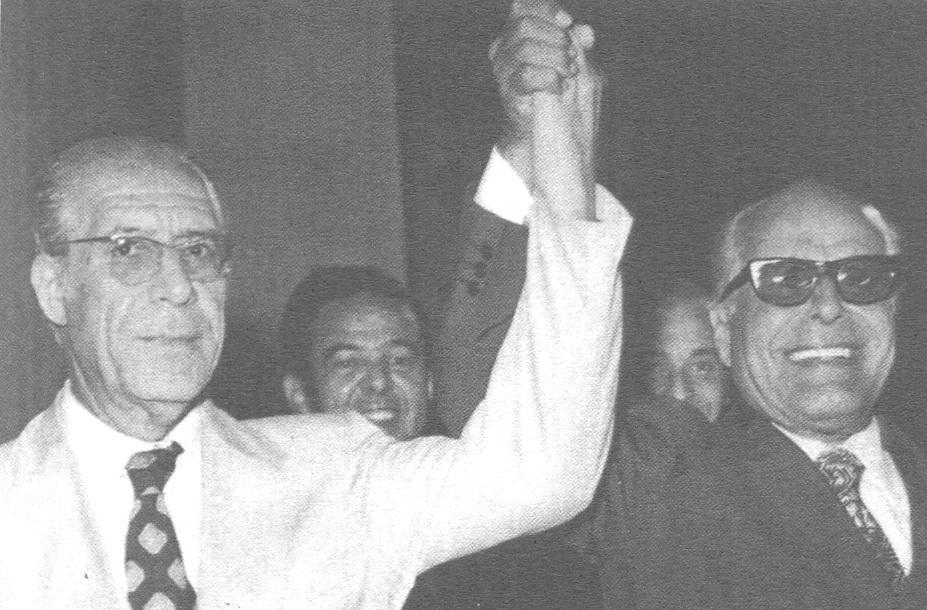
Nouira et Bourguiba.

En 1970, Bourguiba juge que le gouvernement de Bahi Ladgham est statique et conciliant par rapport à la politique du ministre Ahmed Ben Salah. Voulant donner un nouvel élan pour accélérer la mutation du pays et le sortir de la doctrine socialiste et panarabe de Ben Salah, très inspiré par Gamal Abdel Nasser, Bourguiba nomme Nouira Premier ministre le 2 novembre et le charge de réformer l'économie nationale. Durant dix ans, Nouira reste en poste, renforcé par l'embellie économique et le progrès social, bien que de grandes crises secouent la Tunisie : le congrès du Néo-Destour à Monastir en 1971, la crise au sein de l'université et les émeutes du 26 janvier 1978.
Des crises de pouvoir où l'Union générale tunisienne du travail et son leader Habib Achour, qui appuie dans un premier temps Nouira au sein du parti, jouent un rôle majeur.

#### Retrait de la vie politique

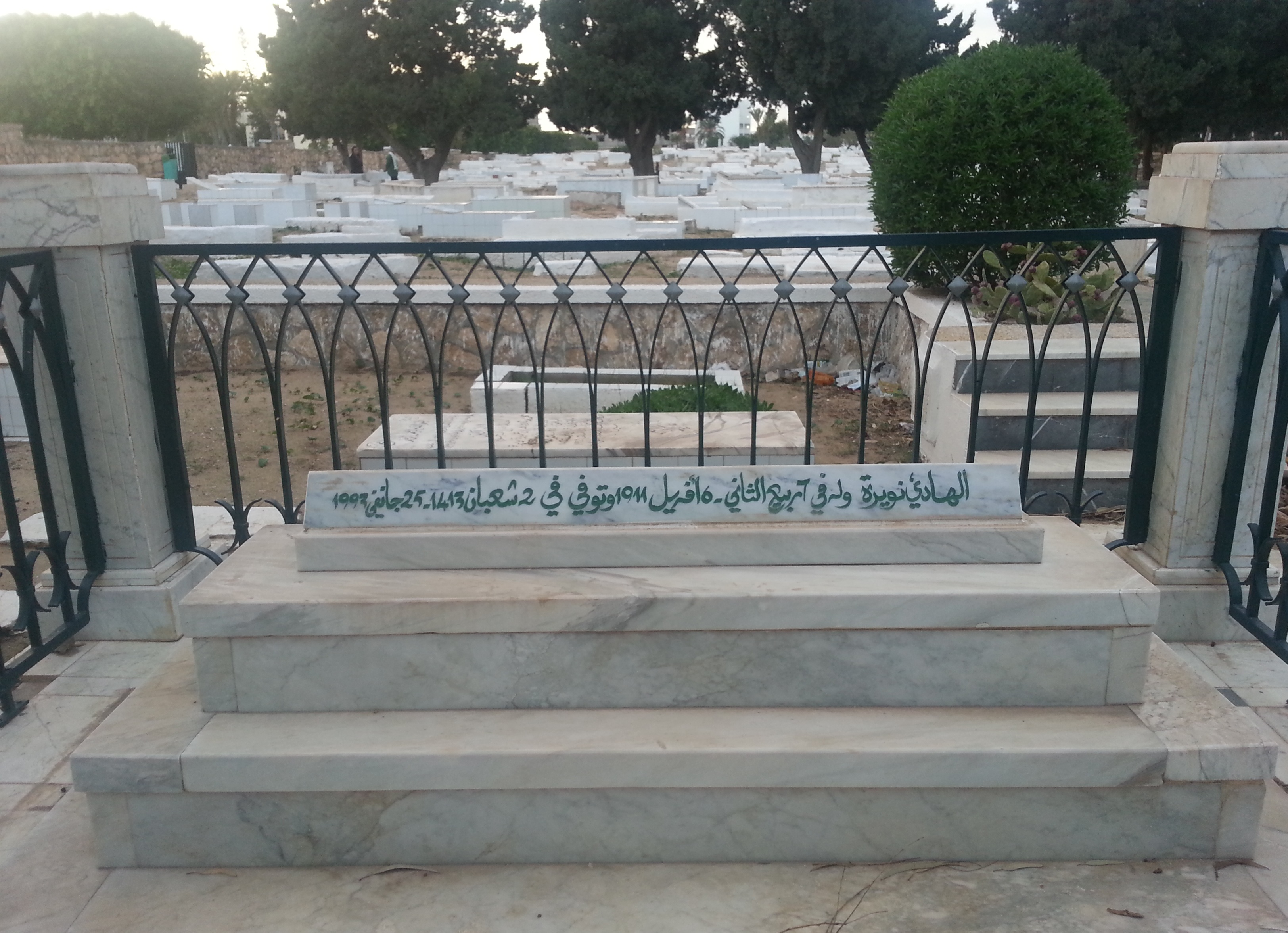
Tombe de Hédi Nouira au cimetière de Monastir.

Le 23 avril 1980, victime d'une attaque cérébrale ayant entraîné une hémiplégie, Nouira quitte définitivement la vie politique peu après l'avortement du projet d'union entre la Tunisie et la Libye qui a été, en quelque sorte, à l'origine de l'attaque d'un commando tunisien entraîné par la Libye sur la ville de Gafsa. Mohamed Mzali lui succède.
À sa mort, il est inhumé à Monastir.

## Hommages
Une rue de Tunis, la rue de la Monnaie (anciennement appelée rue de Vesoul), est rebaptisée à son nom. L'avenue principale de la cité Ennasr dans la ville de l'Ariana porte aussi son nom.
En 2022, il figure sur un nouveau billet de 50 dinars.

## Idéologie
En se prononçant sans complexe pour une politique économique libérale ouvrant la voie à l'initiative privée et à l'économie de marché, il jette les prémices de l'insertion de la Tunisie dans l'économie mondialisée.

Plus qu'un gestionnaire, Nouira est un réformateur qui chérit l'idée de la liberté. En rendant vivement hommage à cette illustre figure nationale, Mezri Haddad écrivait dans son livre Non Delenda Carthago : 
« Nous l'avons déjà dit : la bonne santé économique de la Tunisie n'est pas le résultat immédiat d'un miracle, mais le produit d'un long processus dont les prémices remontent au début des années soixante et dont l'impulsion décisive a été donnée par le Guizot tunisien, feu Hédi Nouira. »

## Distinctions
- Grand cordon de l'Ordre de la République (Tunisie)[6].